# Ретороманці
Ретороманці — група народів в Італії (ладини та фріули, 740 000 осіб, 1992) і Швейцарії (романші, 60 000 осіб). У Швейцарії проживають в основному в кантоні Граубюнден.
Розмовляють мовами ретороманської підгрупи романських мов: романшська (одна з офіційних мов Швейцарії), ладинська та фріульська.
Віруючі — католики та протестанти.

## Ретороманці в США
Більшість з цих людей, можливо, не знає, що їхніми предками були ретороманці, але, однак, деякі з них і зараз розуміють швейцарський діалект німецької мови[джерело?]. Велика частина ретороманської спадщини загублена після того, як предки американських ретороманців перетнули океан і оселилися в США. Однак, серед них ще збереглася самоідентифікація ретороманців.